# Anna Wörner
Anna Wörner (ur. 27 września 1989) – niemiecka narciarka dowolna, specjalizująca się w skicrossie. Startowała na igrzyskach olimpijskich w Vancouver, gdzie zajęła 17. miejsce w tej konkurencji. W mistrzostwach świata startowała jak dotąd także tylko raz było to w Deer Valley, gdzie zajęła 9. miejsce w skicrossie. Najlepsze wyniki w Pucharze Świata, osiągnęła w sezonie 2010/2011, kiedy to zajęła 21. miejsce w klasyfikacji generalnej, a w klasyfikacji skicrossu była 7. 11 lutego 2011 roku wywalczyła swoje pierwsze podium w skicrossie gdzie zajęła pierwsze miejsce.

## Sukcesy

### Igrzyska olimpijskie
| Miejsce | Dzień     | Rok  | Miejscowość | Konkurencja | Zwycięzca       |
| ------- | --------- | ---- | ----------- | ----------- | --------------- |
| 17.     | 23 lutego | 2010 | Vancouver   | Skicross    | Ashleigh McIvor |

### Mistrzostwa Świata
| Miejsce | Dzień    | Rok  | Miejscowość | Konkurencja | Zwycięzca    |
| ------- | -------- | ---- | ----------- | ----------- | ------------ |
| 9       | 4 lutego | 2011 | Deer Valley | Skicross    | Kelsey Serwa |

### Puchar Świata

#### Miejsca w klasyfikacji generalnej
- 2007/2008 – 126.
- 2008/2009 – 109.
- 2009/2010 – 51.
- 2010/2011 – 21.
- 2011/2012 – 30.
- 2012/2013 –

#### Zwycięstwa w zawodach
1. Blue Mountain – 11 lutego 2011 (Skicross)
2. Megève – 16 stycznia 2013 (Skicross)
3. Åre – 16 marca 2013 (Skicross)

#### Pozostałe miejsca na podium w zawodach
1. St. Johann in Tirol – 7 stycznia 2011 (Skicross) – 3.miejsce
2. St. Johann in Tirol – 7 stycznia 2012 (Skicross) – 2.miejsce

- W sumie (3 zwycięstwa, 1 drugie i 1 trzecie miejsce).